# Integrierte Mediation
Mediation ist ein Verfahren der Konfliktbeilegung. Ein neutraler Dritter ohne Entscheidungskompetenz unterstützt die Parteien dabei, selbst eine Lösung für ihr Problem zu finden (siehe § 1 Mediationsgesetz). Die Mediation kennt unterschiedliche Modelle, Formen, Arten (Fachmediationen) und Stile. Ursprünglich war die integrierte Mediation als eine Form der Gerichtsmediation angesehen worden. Heute bereichert die integrierte Mediation die Mediationslandschaft um ein vielseitiges und umfassendes Konzept. Ihr Verdienst ist eine systematische und stringent methodische Sicht auf die Mediation. Dabei tritt die integrierte Mediation selbst in unterschiedlichen Erscheinungsformen auf. Sie ist ein Mediationsmodell, ein Metaverfahren und eine Mediationsform. Soweit der Verband Integrierte Mediation angesprochen ist, handelt es sich schließlich noch um eine Organisation für Mediation.

## Grundlagen
Die Mediation wird mitunter als Methode (so noch in der Begründung des Ministeriums zum Rechtsdienstleistungsgesetz) bezeichnet. Seit dem Inkrafttreten des Mediationsgesetzes ist sie aber eindeutig und legal als ein Verfahren definiert. Der Güterichter beispielsweise unterliegt nicht dem Mediationsgesetz. Dennoch wendet er die Mediation nach den Vorstellungen des Gesetzgebers als Methode an (siehe § 278 Abs. 5 ZPO). Mit dem Versuch, die Mediation als eine Alternative zum Gerichtsverfahren erkennbar und als Dienstleistung der Nachfrage zugänglich zu machen, haben sich Prinzipien herausgebildet, welche die Eigenart der Mediation festlegen. Sie sind teilweise im Mediationsgesetz aber auch in den Standards einiger Mediationsverbände (z. B. Standards der IM) festgeschrieben worden. Trotz dieser Vereinheitlichung ist das Bild auf die Mediation sehr unterschiedlich. Die integrierte Mediation versucht, diese Vielfalt methodisch einzubinden.
Die integrierte Mediation ist nichts anderes als Mediation. Besonderheiten ergeben sich aus ihrer Herleitung. Die integrierte Mediation betrachtet die Mediation nicht nur in ihrer Mechanik, sondern auch systemisch und als ein Verfahren im psychologischen Verständnis.

## Erscheinungsformen
Die Einsicht, dass und wie die Mediation einen Erkenntnisprozess darstellt, den die Parteien im Streit zu durchlaufen haben, um einen Konsens zu finden, erlaubt die Beschreibung verschiedener Erscheinungsformen der Mediation, die unter dem Begriff der integrierten Mediation zusammengefasst werden.

### Mediationsmodell
Die Mediationsmodelle unterscheiden die evaluative Mediation, die facilitative Mediation und die transformative Mediation als die wesentlichen Grundformen der Mediation (siehe dazu ausführlicher: Die Mediationsmodelle). Sie beschreiben grundsätzliche Unterschiede in der Herangehensweise des Mediators. Bei der evaluativen Mediation stehen die Positionen im Vordergrund, bei der facilitativen Mediation die Interessen, bei der transformativen Mediation sind es die Bedürfnisse. Je nach Fokus ändern sich die Bearbeitungstiefe und die Bearbeitungsausrichtung des Mediators und damit auch die von ihm gewählten Interventionen. Weil sich die Konfliktarbeit im Laufe des Verfahrens an die Konfliktlage und an sich eventuell verändernde Rahmenbedingungen anzupassen hat, wird die so genannte eklektische Mediation (gemischte Mediation) beschrieben. Sie kommt der integrierten Mediation nahe, welche somit als ein weiteres Mediationsmodell aufzufassen ist.
Im Verständnis der integrierten Mediation ist die Mediation nicht nur ein strukturiertes, sondern auch ein strukturierendes Verfahren. Strukturiertheit und Strukturierung steuern den Erkenntnisprozess der Parteien. Die Mediation erzeugt einen Flow, der diesen Denkprozess ermöglicht. Die Prinzipien der Mediation beschreiben die Bedingungen, unter denen der Kognitionsprozess möglich wird. Mit dem Blick auf die kognitiven Vorgänge innerhalb der Mediation erweitert sich der Handlungsrahmen des Mediators ebenso wie der Anwendungsbereich der Mediation. Das Modell der integrierten Mediation beschreibt eine vollwertige Mediation. Sie ist dem Mediationsgesetz unterworfen und orientiert sich an den auf die Verbände abgestimmten Standards. Indem sie den Blick auf das Mediieren, also auf das Tätigwerden lenkt, geht sie weiter als die eklektische Mediation. Anders als diese, eher auf die Mechanik der Mediation bezogene Vorgehensweise, erlaubt die systemische Sicht der integrierten Mediation auch die Einbeziehung der außerhalb des Verfahrens vorzufindenden Ressourcen, soweit sie mit der Mediation vereinbar sind.

### Metaverfahren
Der in der Mediation beschriebene Erkenntnisprozess spiegelt sich in den Phasen der Mediation wider. Die so beschriebene Struktur – als fünf Phasen „Arbeitsbündnis, Themensammlung, Interessenerhellung, Optionen, Einigung“ beschreibbar – ist umfassend, wenn es darum geht, im Streit einen zum Konsens führenden Weg zu beschreiben. Das bedeutet nicht, dass andere Verfahren diese Erkenntnisschritte nicht aufweisen. So finden sich Elemente der Mediation in der Moderation, in der Schlichtung und sogar im Gerichtsverfahren wieder. Vergleicht man die Strukturen miteinander, dann lassen sich die fehlenden Elemente genau definieren. In der Moderation beispielsweise fehlt die Phase 3. In der Schlichtung ebenfalls. Im Gerichtsverfahren fehlen die Phase 1, Teile der Phase 2, die Phase 3 und Teile der Phase 4, wenn dort Vergleichsverhandlungen geführt werden. Ähnliches gilt für die Prinzipien. Mit einer von der integrierten Mediation entwickelten Differenzanalyse lassen sich alle Verfahren an der Mediation messen. Die Mediation wird jetzt zu einem übergeordneten Verhandlungskonzept. Sie bildet den Maßstab, wenn es darum geht die zum Konsens führenden Verhandlungen miteinander zu vergleichen. Dann lassen sich fehlende Teile durch die Nachholung der Erkenntnisschritte bis hin zur Kombination von Verfahren ergänzen. So gesehen mag die Mediation als das Metaverfahren betrachtet werden, in dem die anderen Verfahren aufgehen (zu integrieren sind). Aus dieser Überlegung heraus rechtfertigt sich übrigens die Bezeichnung „integrierte Mediation“. Integration bedeutet die Herstellung des Ganzen. Wenn die Mediation als das Ganze betrachtet wird, dann wird sie hergestellt, indem andere Verfahren in dieses Konzept überführt werden.

### Mediationsform
Ursprünglich war die integrierte Mediation als ein Verfahren der gerichtsverbundenen Mediation entstanden, indem mediative Aspekte in ein gerichtliches Erkenntnisverfahren eingeführt wurden. Die gerichtsintegrierte Mediation geht weiter als die so genannte gerichtsnahe Mediation. Grundlage war die Erkenntnis, dass die Einbeziehung sogenannter „mediativer Elemente“ in einem anderen Verfahren zwar das Verhandlungsklima verbessert. Sie genügt jedoch nicht, wenn das Ziel der Verhandlungen ein Konsens sein soll. Die integrierte Mediation fokussiert das Mediieren als Handlungsoption mehr als das Verfahren als der Container, in dem die Handlung vorzuhalten ist. „Fit the form to the fuss“ (Pass das Verfahren dem Streit an) lautet das Motto der integrierten Mediation. Die Praxis geht meist den umgekehrten Weg, indem sie das Verfahren, nicht das Handeln zum Maßstab erhebt („Fit the fuss to the form“).
Sicherlich stößt die Möglichkeit des Mediierens im mediationsuntypischen Setting, wie etwa im gerichtlichen Erkenntnisverfahren, auf Grenzen. Fest steht auch, dass die gerichtsintegrierte Mediation wie das Güterichterverfahren nicht dem Mediationsgesetz unterworfen sind. Der Richter hat als Entscheider eine nicht zur Mediation passende Rolle. Die integrierte Mediation weist diese Grenzen aus und beschreibt Methoden, wie sich das aus der Mediation ergebende Kommunikationsmodell dennoch herstellen lässt. Sie befasst sich auch mit Fragen, wie etwa mit dem Problem der Offenheit und der Vertraulichkeit umzugehen ist. Weil es nicht das Ziel der integrierten Mediation ist, den Fall an ein Verfahren zu binden, kann die integrierte Mediation auf Strategien zurückgreifen, die über das Verfahren hinausgehen. Sie beschreibt deshalb, wie etwa der Richter durch das Anmediieren und einer ebenfalls mit der integrierten Mediation beschriebenen Migrationsstrategie in ein kooperatives Verhandeln überleitet, das entweder selbst die konsensuale Lösung herbeiführen kann oder spätestens dazu beiträgt, die Bereitschaft zur Durchführung einer externen Mediation bei den Parteien herzustellen.

## Definition
Die integrierte Mediation beschreibt die Mediation, indem sie das Mediieren als die Verwirklichung eines mit der Mediation beschriebenen Kognitionsprozesses hervorhebt. Sie verwirklicht sich in einem umfassenden Mediationsmodell. Die Mediation wird konzeptuell als ein Metaverfahren verstanden, aus dem sich beratungsintegrierte oder gerichtsintegrierte Mediation als eine Mediationsform ableiten lässt.

## Anwendungsbereich
Die integrierte Mediation beschreibt das Mediieren als eine Kompetenz und dessen Anwendungsbedingungen. Sie legt weniger großen Wert auf Formalien als auf die Funktionalität der zur Mediation gehörenden Elemente. Dadurch kann sie verfahrensübergreifend und verfahrensverbindend auch dann eingesetzt werden, wenn formale Kriterien nicht erfüllt sind. Ursprünglich wurde die integrierte Mediation im Gerichtsverfahren eingesetzt (gerichtsintegrierte Mediation). Danach im betrieblichen Umfeld (betriebsintegrierte Mediation). Die Idee der integrierten Mediation lässt sich heute auf alle Lebenslagen anwenden, in denen Streit besteht. Kurz gesagt: Die integrierte Mediation erlaubt das Mediieren selbst im feindlichen Umfeld also dort, wo die Parteien konfrontieren und eine Mediation nicht für möglich gehalten wird.

## Historie
Die Idee der Integrierten Mediation lässt sich mehr als 18 Jahre zurückverfolgen. Ihre Anfänge finden sich im Familiengerichtsverfahren, bei denen Arthur Trossen, Eberhard Kempf und Ralf Käppele Konzepte einführten, wie man mit solchen Konflikten am besten zurechtkommen kann. Die Überlegungen fruchteten im sogenannten Altenkirchener Modell. Die Behauptung, dass im erkennenden Gerichtsverfahren, mediiert werde, stieß allenthalben auf Unverständnis, Ablehnung und Widerstand. Die Bezeichnung Mediation sollte sich für das neue Verhandlungsformat nicht hergeben. Trotzdem brauchte es einen Namen, weil das nunmehr praktizierte Verfahren durchaus eigene Charakteristika aufwies. Mit der Einführung des Begriffs „integrierte Mediation“ wurde es möglich, über die Phänomene zu diskutieren. Die Organisation im Vereinsformat sollte die Basis für weitere Forschungen und Projekte werden.
Das bekannteste und größte Projekt war „Integrierte Mediation an Familiengerichten im Bezirk des OLG Koblenz“. Es wurde von Neuert evaluiert und hat bewiesen, dass die Integrierte Mediation nicht nur möglich, sondern auch effizient ist. In der Folgezeit konnte die integrierte Mediation sich durch weitere Forschungen und Projekte weiterentwickeln. Seit 2005 forscht und entwickelt der österreichische Arm des Verbandes mit Amin Talab insbesondere im Bereich Wirtschaftsmediation und testet die Grenzen unterschiedlicher Konfliktlösungsmodelle im Rahmen eines Verfahrens, der integrierten Mediation. Die internationale Präsenz drückte sich zuletzt z. B. auch in dem EU-Projekt „EuroNetMed“ aus.
Die Integrierte Mediation hat ihr Potenzial erkannt und sich durch die Entwicklung auf europäischer Ebenen inzwischen längst von ihrem forensischen Ursprung gelöst. Ähnliche Schnittstellenprobleme lassen sich in allen anderen Lebensbereichen identifizieren. Mit ihrer Forschung hat die Integrierte Mediation eine stringente Methodik nachweisen können, die wie eine Klammer um alle Mediationsformen zu ziehen ist und sogar internationale und kulturbedingte Abweichungen in der Mediation erklären kann.
Die Ausbildung der Integrierten Mediation erfasst ein vollständiges Mediationsstudium und geht darüber hinaus. Schnell hat es sich herausgestellt, dass das Mediieren, besonders in untypischen Prozess- und Grenzlagen, mehr statt weniger Kompetenz in der Mediation erwartet. Im Laufe der Zeit sind deshalb weitere Studieninhalte hinzugenommen worden. Die Qualifikation der Integrierten Mediatoren wird durch Sterne-Zertifikate bescheinigt. Dabei entsprechen der Mediator* einer 120-stündigen Ausbildung. Der Mediator** entspricht einer mehr als 200-stündigen Ausbildung, wobei das zusätzliche IM-Wissen nachzuweisen ist. Der Mediator*** ist ein in Ausbildung und Anwendung erfahrener und praktizierender Mediator.

## Der Verband integrierte Mediation
Integrierte Mediation ist ein Verband und ein Netzwerk, das sich inzwischen auch in anderen Ländern etabliert bzw. dem sich andere Vereine angeschlossen haben um eine länderübergreifende, europäische Weiterentwicklung zu gewährleisten. Dabei stehen die Gründer und Proponenten der selbständigen nationalen Vereine in ständigem Austausch bzw. lehren und forschen auch gemeinsam bei Mediationsausbildungen und -tagungen.

### Deutschland
Integrierte Mediation e.V. ist ein eingetragener, gemeinnütziger Verein. Er wurde im Jahre 2001 unter anderem von Arthur Trossen, Eberhard Kempf und Ralf Käppele gegründet. Der Vereinssitz ist in Altenkirchen (Westerwald). Der Verein hat zum Ziel, die Anwendung und die Verbreitung der Mediation zu fördern. Der integrierte Mediation e.V. nimmt die Aufgaben eines Berufsverbandes wahr, der sich um die Akkreditierung von qualifizierten Ausbildungsinstituten, die Zertifizierung von Mediatoren und die Versorgung der professionell arbeitenden Mitglieder bemüht. Weiterhin ist der Verband um die Verbreitung der Mediation bemüht.

### Österreich
Der zweitgrößte europäische Verein, der sich dem Netzwerk und Arthur Trossen angeschlossen hat, wurde 2005 in Wien von Dr. Amin Talab initiiert. Die „Wiener Schule“ beschäftigt sich insbesondere mit der Anwendung der integrierten Mediation und ihrer Methoden im Bereich des Wirtschaftslebens, so z. B. med-arb, arb-med oder collaborative law. In Europa ist der Verein integrierte Mediation Österreich bereits der zweitgrößte Verein.

### Europa
Neben den Vereinen in Deutschland und Österreich gibt es: Integrētā mediācija Latvijā und die Integrierte Mediation Schweiz.